# 临沧乌饭
临沧乌饭（学名：Vaccinium lincangense）为杜鹃花科越桔属下的一个种。